# Сніжана
Сніжана — слов'янське жіноче ім'я.

## Походження
Походить від слова сніг. Є калькою з грецького імені Хіонія.

## Поширення
Ім'я найбільш поширене в південнослов'янських країнах. У 1960-х та 1970-х ім'я Сніжана було найпоширенішим дівчачим іменем у Сербії. У 2011 році ім'я Сніжана було п'ятим за популярністю ім'ям у Північній Македонії.

## Іменини
Іменини: 5 серпня, 9 грудня.

## Варіанти
Розмовні та зменшувальні варіанти: Сніжка, Сніжанка, Жанка

## Відомі носійки
- Сніжана Бабкіна (нар. 1985) — українська акторка театру та кіно, танцюристка.
- Сніжана Божок (нар. 1986) — українська журналістка та прозаїкиня.
- Сніжана Онопко (нар. 1986) — українська топмодель.
- Сніжана Єгорова (нар. 1972) — українська проросійська телеведуча й акторка.
- Сніжана Савич (нар. 1953) — сербська акторка.